# Estado Trujillo
Trujillo es uno de los veintitrés estados que, junto con el Distrito Capital y las Dependencias Federales, forman la República Bolivariana de Venezuela. Su capital es la homónima Trujillo y su ciudad más poblada, Valera. Está ubicado al oeste del país, en la región de los Andes. Limita al norte con Zulia y Lara, al este con Portuguesa, al sur con Barinas, al suroeste con Mérida y al oeste con el lago Maracaibo. Con 7400 km² es el sexto estado menos extenso —por delante de Yaracuy, Aragua, Carabobo, Vargas y Nueva Esparta, el menos extenso— y con 887 064 habs. en 2023, el octavo menos poblado, por delante de Yaracuy, Nueva Esparta, Apure, Vargas, Cojedes, Delta Amacuro y Amazonas, el menos poblado.
Posee 20 municipios autónomos y 93 parroquias civiles. Sus principales ciudades son: Trujillo, Valera, Boconó y Carvajal.

## Historia

### Colonización española
La ciudad de Trujillo fue fundada en 1557 por el conquistador y capitán Diego García de Paredes, en honor a su pueblo homónimo y natal localizado en Extremadura, España. La hostilidad de los indios kuikas y las calamidades naturales obligaron a cambios de asentamiento, pero el 27 de octubre de 1570 la villa sería ubicada finalmente con el nombre temporal de Trujillo de Nuestra Señora de la Paz. También se le conoce como Ciudad Portátil por sus múltiples fundaciones debido a la aguerrida resistencia de los indígenas que habitaban ese territorio al defender sus tierras.
El 31 de diciembre de 1676, Maracaibo (separada de la provincia de Venezuela) y Mérida-La Grita se unen en una gobernación, que incluye en su territorio al actual estado Trujillo, llamada Provincia de Mérida del Espíritu Santo de Maracaibo (capital en Mérida) dependiente de la Audiencia de Santa Fe de Bogotá.
En 1677 el pirata francés Michel de Grandmont saquea a la ciudad de Trujillo después de someter a Maracaibo y Gibraltar en la costa oriental del lago de Maracaibo. En 1678 el gobernador Jorge de Madureira muda la capital de Mérida a Maracaibo y cambia el nombre a provincia de Maracaibo.
El 8 de septiembre de 1777, el rey Carlos III mediante Real Cédula crea la Capitanía General de Venezuela, agregándole las provincias circunvecinas a su jurisdicción "en lo gubernativo y militar" y ordenando a los gobernadores de dichas provincias que "obedezcan" al capitán general y "cumplan sus órdenes". Las provincias de Cumaná, Maracaibo, Guayana, Trinidad y Margarita son separadas del virreinato de Nueva Granada y unidas con la provincia de Venezuela. Además, las de Maracaibo y Guayana pasan de la jurisdicción de la Audiencia de Santa Fe de Bogotá a la de Santo Domingo, a la cual ya pertenecen las otras.
Fue parte de la provincia de Caracas hasta 1786, cuando pasó a ser parte integrante de la provincia de Maracaibo. Una Real Cédula del 15 de febrero de 1786 ordenó transferir la ciudad de Trujillo desde la gobernación de Caracas a la de Maracaibo. La misma cédula separó de Maracaibo a la ciudad de Barinas, eligiéndola como provincia separada.

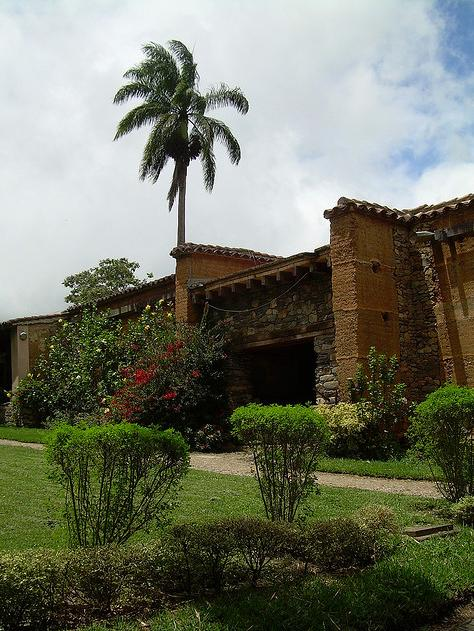
Antigua Hacienda Azucarera en Trujillo

### SiglosXIXyXX
En 1810 la ciudad y el distrito de Trujillo se separa de la provincia de Maracaibo para crear una nueva provincia, la cual sería signataria del Acta de Independencia de Venezuela en 1811.
El 15 de junio de 1813, Simón Bolívar, el Libertador, firma en la población de Trujillo a las 3:00 AM el Decreto de Guerra a Muerte contra los españoles y canarios hasta que no les concedieran la libertad, lo que hace a Trujillo una ciudad muy importante en la historia y la guerra de Independencia de Venezuela.
El 2 de julio de 1813 los patriotas, al mando del coronel José Félix Ribas, vencen a los realistas en la batalla de Niquitao en el marco de la Campaña Admirable.
El 27 de noviembre de 1820 en el pueblo de Santa Ana de Trujillo, Simón Bolívar y el capitán general Pablo Morillo, firman el Tratado de Armisticio y Regularización de la Guerra. Mediante estos tratados quedaba oficialmente derogada la guerra a muerte, se acordaba una tregua de seis meses además de constituir de facto un reconocimiento de la Gran Colombia por la corona de España.
Al separarse Venezuela de la Gran Colombia en 1830, el Departamento Zulia volvió a llamarse provincia de Maracaibo. Las provincias de Mérida y Coro se separaron inmediatamente, quedando la provincia integrada solamente por las secciones Zulia y Trujillo.
En 1831 se constituye la provincia de Trujillo al separarse de la provincia de Maracaibo que quedó compuesta solamente por la sección Zulia. El estado Trujillo fue creado en 1863, como tal sería en el gobierno de Juan Vicente Gómez, cuando creó más estados luego de ser disminuidos por Cipriano Castro.
Entre 1859 y 1864, durante la Guerra Federal, el estado estaba extrañamente dividido en dos facciones, los conservadores de Jajó y los liberales de Santiago. En 1863 se creó como estado Trujillo, formado por la antigua provincia de Trujillo que se había creado en 1810, con el territorio que le había sido asignado en 1856: Trujillo, Escuque, Boconó y Carache. En ese mismo año se le denominó Estado Soberano de Los Andes; pero la Constitución de 1864 lo reconoce como estado Trujillo. En 1881 forma parte, junto con Mérida y Táchira, del Gran Estado Los Andes
En 1887 el puerto La Ceiba cobró mucha importancia cuando entró en operaciones el Gran Ferrocarril La Ceiba-Sabana de Mendoza y que luego en 1895 se amplió hasta Motatán. En 1898, se separa y se organiza nuevamente como estado Trujillo, dándose una nueva Constitución en 1899; con esta denominación ha continuado hasta hoy.
La línea férrea comienza a perder importancia en 1925 con la inauguración de la Carretera Trasandina, así como la progresiva disminución de la producción de café en Venezuela. En la era del presidente Juan Vicente Gómez, la población de Trujillo era casi totalmente extranjera y comercialista, pero luego de su caída, comenzó su desarrollo cultural. El Ateneo de Trujillo (complejo kuikas) es un ejemplo, poco a poco esta población se hizo ciudad y capital del estado. Entre otras poblaciones, las más importantes son Boconó y Valera, ambas de gran atractivo turístico.

## Geografía

División político-territorial del Estado Trujillo

El estado Trujillo es principalmente montañoso por estar atravesado de suroeste a Noreste por la cordillera de los Andes, aunque también tiene colinas y llanuras.
La cordillera de los Andes se encuentra aquí dividida en tres ramales, éstos, separados por los valles del Motatán y del Boconó. El punto culminante del estado es la Teta de Niquitao con sus 4.006 m. Las llanuras son las Sabanas de Monay y llanos de El Cenizo. Las costas que limitan con el lago de Maracaibo, son cenagosas.
El estado Trujillo es el más pequeño de los estados andinos, y el de menor población absoluta también, aunque su densidad es mayor que la del estado Mérida. Se encuentra ubicado en el occidente venezolano.

### Límites
Las fronteras del estado Trujillo son:
- Por el Norte, limita con los Estados Zulia y Lara.
- Por el Sur, limita con los Estados Mérida y Barinas.
- Por el Este, limita con el Estado Portuguesa.
- Por el Oeste, limita con el Estado Zulia y tiene costas en el Lago de Maracaibo.

### Relieve

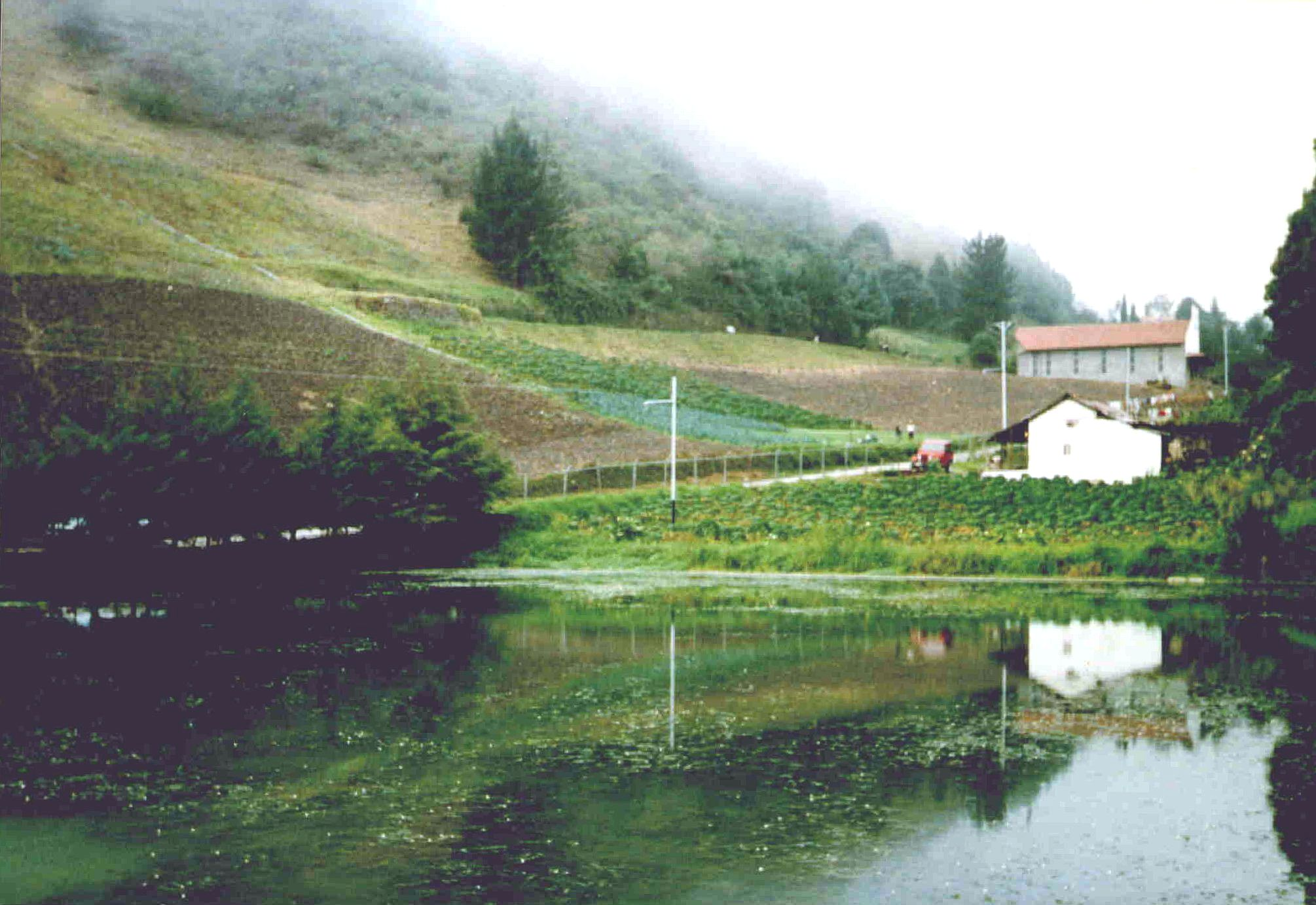
"La Lagunita", ubicada en La Puerta, Estado Trujillo.

El relieve es accidentado por encontrarse en la cordillera andina venezolana (Sierra de Mérida), que forma parte de la gran Cordillera de los Andes aunque posee una vasta región llana en la depresión del Lago de Maracaibo.

### Clima
El clima es tropical de montaña, y la temperatura se puede ubicar entre 20° y 10 °C aproximadamente. Aunque existen zonas como el sector de Monay en el cual la temperatura puede ascender a unos 35 °C y en sectores de páramo como es el caso del Área del Riecito en la intersección limítrofe de los Municipios Urdaneta, Boconó y Trujillo, donde la temperatura baja promedio, es de 4 °C. 
El relieve favorece la formación de una serie de climas locales, donde los vientos juegan un papel muy importante, penetrando al estado por el noreste, como por el este. El clima predominante en casi la totalidad del estado corresponde, según la clasificación de Köeppen, a clima de sabana (Aw), con una temperatura media anual aproximada en la capital del estado de 23,5 °C y precipitaciones que alcanzan los 936 mm al año. 
Suelos A pesar de su carácter tradicionalmente agrícola, el estado Trujillo posee como rasgo resaltante, una limitada existencia de tierras apropiadas para la agricultura. En efecto, la presencia de grandes extensiones de montañas es un elemento determinante en esta limitación. Sin embargo el Plan Estadal de Ordenación expone que un 64.5% del territorio posee buenas condiciones para la implementación de una variedad de sistemas productivos agropecuarios de cierta intensidad, y que el 35.5% restante está cubierto de vegetación natural protectora. El desarrollo de una agricultura intensiva debe estar supeditado prácticas de conservación de los recursos involucrados, de ahí que se propongan tres niveles de preservación de tierras con potencial para la actividad agrícola: máxima, mediana y baja, expresando cada una de ellas distintos grados de flexibilidad en la defensa del recurso suelo.

### Hidrografía

#### Ríos
- Río Motatán
- Río Carache
- Río Boconó
- Río Burate
- Río Castán
- Río Jiménez
- Río Caus
- Río Pocó
- Río Piedras Negras
- Río Escuque, conocido como la Quebrada de Escuque.

### División político-territorial
El estado Trujillo está dividido en 20 municipios y 93 parroquias.
| Municipios de Trujillo |
| --- |
| Lago de · Maracaibo Zulia Lara Mérida Barinas Portuguesa Andrés Bello Boconó Bolívar Candelaria Carache Carvajal Campo · Elías Escuque La Ceiba Miranda Monte · Carmelo José Felipe · Márquez Cañizales Motatán Pampán Pampanito Rafael · Rangel Sucre Trujillo Urdaneta Valera |

## Demografía

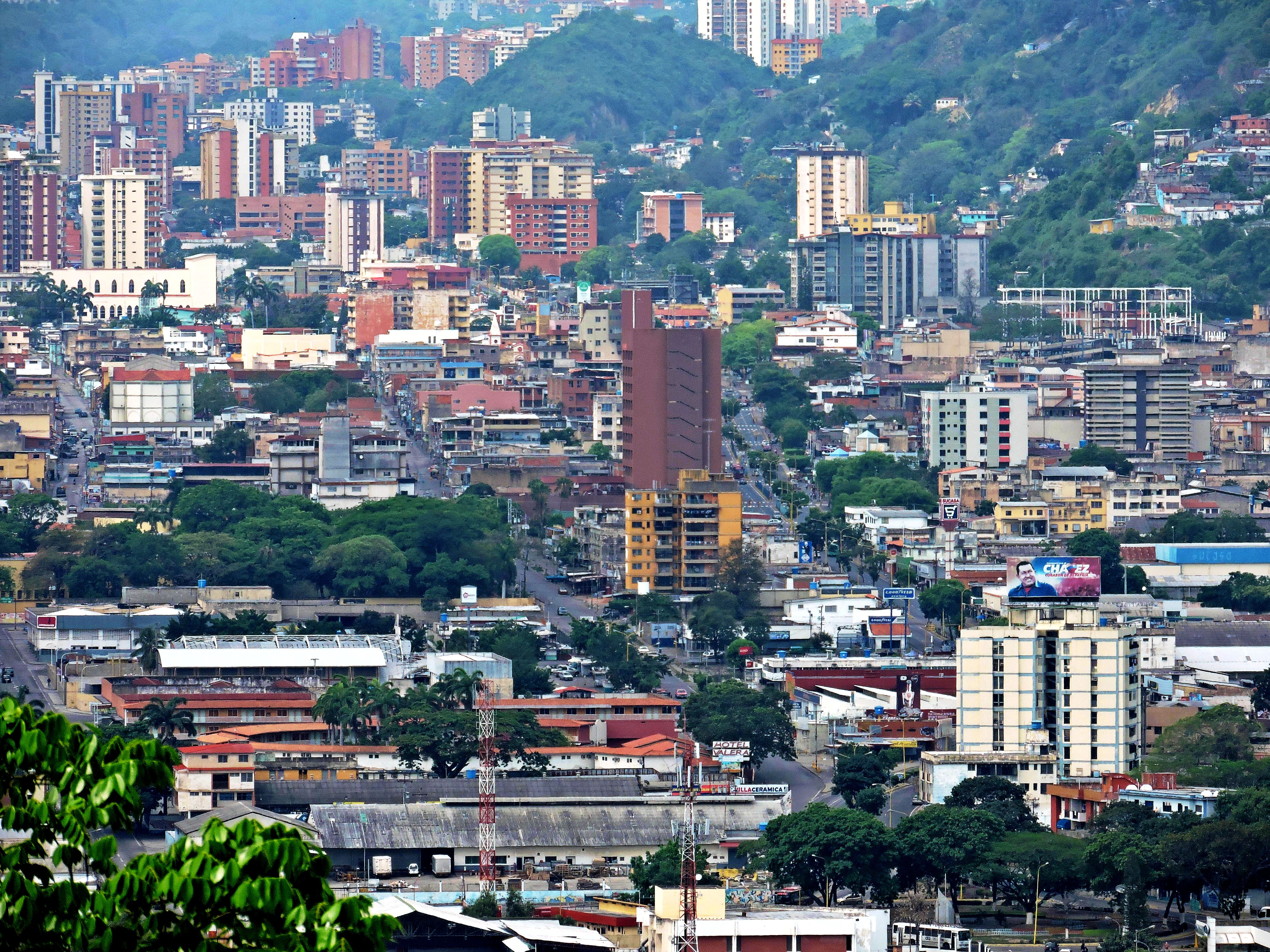
Valera con zoom desde Carvajal

Las principales ciudades del estado Trujillo son: Valera, ciudad que es la capital económica del estado, y a la vez, la ciudad con mayor población (200.000 habitantes en 2023 y cerca de 303.624 con el conglomerado Valera-Carvajal). Otra ciudad de importancia es Boconó, que es una de las ciudades con mayor población del estado (95.248 habitantes), ésta es una ciudad agroindustrial. Trujillo es la capital política-administrativa del estado, con cierto crecimiento en turismo y otras economías. Otros poblados importantes son: La Puerta, Pampán, localidad de importancia histórica, Pampanito, Cuicas, Santa Ana de Trujillo, Carache, gran productor de papelón, Chejendé, Jajo, Betijoque, Escuque, Motatán, Santa Apolonia, La Quebrada y otros, poblaciones de gran cultura regional, entre otras. Su principal y único puerto es La Ceiba ubicado en la costa oriental del Lago de Maracaibo.

## Economía

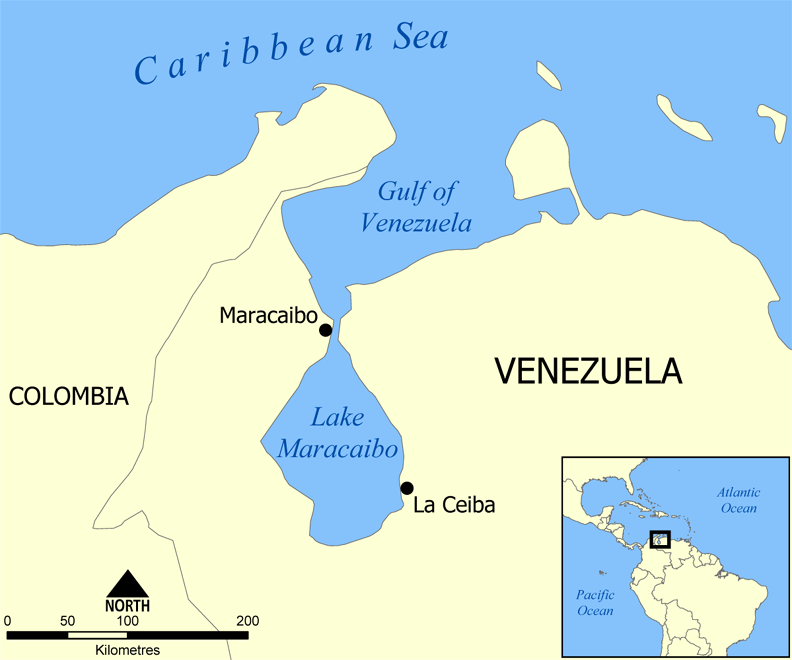
Maracaibo y Puerto La Ceiba en el lago de Maracaibo

El estado se basa en la economía agrícola y entre otras tenemos:
- Crías: Avícola, Acuícola, Bovino, Ovino y Porcino.
- Pesca: Cazón, Lisa, Raya, Róbalo y Cangrejo.
- Productos Agrícolas: Café, Cambur, Caña de azúcar, Maíz, Papa, Plátano, Remolacha, Yuca y Champiñón, de este último se producen actualmente 40.000 kg en Boconó. Es de significar asimismo que en el área agrícola existe un creciente desarrollo que está sustentado por más de diez (10) Unidades de Producción Piscícolas, que mantienen considerables niveles de producción de Truchas en el Municipio Boconó (50.000 kg/año); Tilapias en el sector El Jaguito del Municipio Andrés Bello (100.000 Kg/Año) y la Planta de Reproducción Artificial ubicada en el Páramo El Corazón, sector "El Riecito" (Municipio Trujllo), cuya producción de alevines de truchas, se aproxima a los 300 000 unidades/año.
- Recursos Forestales: Algarrobo, Apamate, Gateado, Jabillo, Jobo, Roble, Vera, entre otros.
- Recursos Minerales: A pesar del descubrimiento de petróleo en el lago de Maracaibo a principios del siglo XX la actividad petrolera en Tomoporo solo comenzó tímidamente en los años 1980, cuando se perforó el pozo TOM – 1 en 1986. Con la perforación del pozo TOM – 7 en 1999 por la EXXON Mobil el cual produjo 16.000 barriles por día, se descubrió un campo gigante el cual lleva 25 pozos en 2009. Entre otros recursos minerales que se explotan en el estado están las Arenas Silíceas, Caliza, Feldespato, Granito, y Mica.

## Turismo
Entre los sitios de interés turístico del estado están las edificaciones y monumentos que sirvieron de escenario de acontecimientos que tuvieron un fuerte significado durante la época de la lucha independentista, los principales son la campaña Admirable y la firma del Decreto de Guerra a Muerte y el Tratado de Armisticio y Regularización de la Guerra. Además de estos también podemos encontrar diversos monumentos naturales.

### Elementos

#### Naturales
- Monumento natural Teta de Niquitao-Guirigay.
- Parque Diego García de Paredes.
- Parque Esteban Valera.
- Parque Francisco José Matheus.
- Parque La Piedra del Zamuro.
- parque nacional Dinira.
- Parque nacional General Cruz Carrillo (Guaramacal).
- Parque nacional José Gregorio Hernández.
- Parque nacional Sierra de la Culata.
- Parque y zona protectora El Riecito (Páramo El Corazón). Convergencia de los Municipios Trujillo, Urdaneta y Boconó.
- Parque Cuevas del Golondrino.

#### Edificados

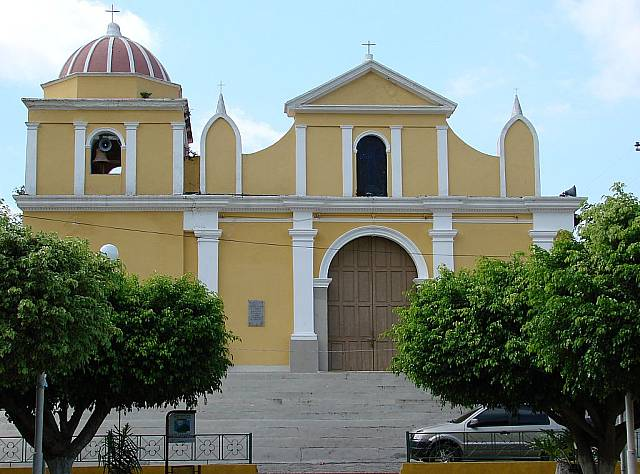
Parroquia N. S. de la Candelaria, Chejendé

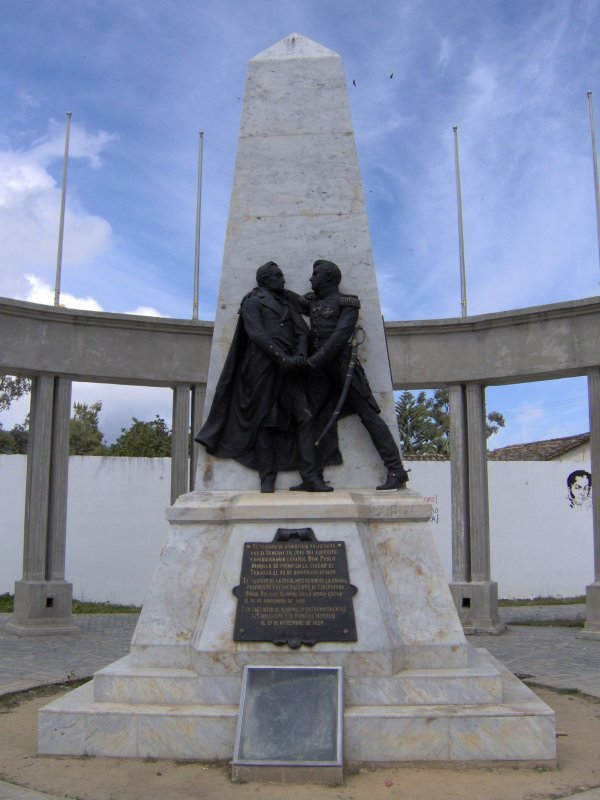
Monumento al abrazo de Morillo y Bolívar en la Plaza Armisticio de Santa Ana de Trujillo.

- Monumento al Armisticio en Santa Ana
- Ateneo de Trujillo
- Ateneo de Valera
- Ateneo de Boconó
- Castillo San Isidro (Valera)
- Convento Regina Angelorum (Trujillo)
- Galerías el Ojo de la Iglesia San Alejo
- Santuario del Dulce Nombre de Jesús de Escuque
- Iglesia de la Chiquinquirá de Trujillo
- Iglesia San Juan Bautista de Valera
- Iglesia San Juan Bautista de Carache
- Iglesia San Juan Bautista de Betijoque
- Iglesia San Antonio Abad de Mendoza
- Iglesia San Jacinto de Polonia de Trujillo
- Iglesia San Rafael Arcángel de Cuicas
- Iglesia San Miguel de Boconó
- Iglesia Matriz de Trujillo
- Monumento a la Virgen de la Paz
- Monumento o Capilla del Dr. José Gregorio Hernández
- Monumento al Dr. Nexis Caraballo
- Museo Alfredo Paredes
- Museo Rafael Rangel
- Museo Salvador Valero
- Museo Precolombino Jacinto González
- Museo Trapiche los Clavo
- Museo Tulene-Bertoni
- Cuartel del Ejército Rivas Dávila (Trujillo)
- Iglesia Nuestra Señora de La Candelaria (Chejendé)

### Lugares de interés
- Monumento a la Virgen de la Paz: En el cerro llamado Peña de la Virgen, se encuentra uno de los atractivos turísticos religiosos más importante del estado Trujillo: el monumento a la Virgen de la Paz, la escultura más alta de América, obra del artista Manuel de la Fuente, inaugurado el 21 de diciembre de 1993, siendo el presidente de ese momento el Dr. Luis Herrera.

Tiene una altura de 46,72 metros y un peso de 1200 toneladas. Consta de cinco miradores desde donde se puede divisar el lago de Maracaibo. Es el Monumento habitable más alto de América, superando a la Estatua de la Libertad en EE. UU. y al Cristo Redentor en Brasil, también es la Escultura dedicada a la Virgen Maria más alta del Mundo

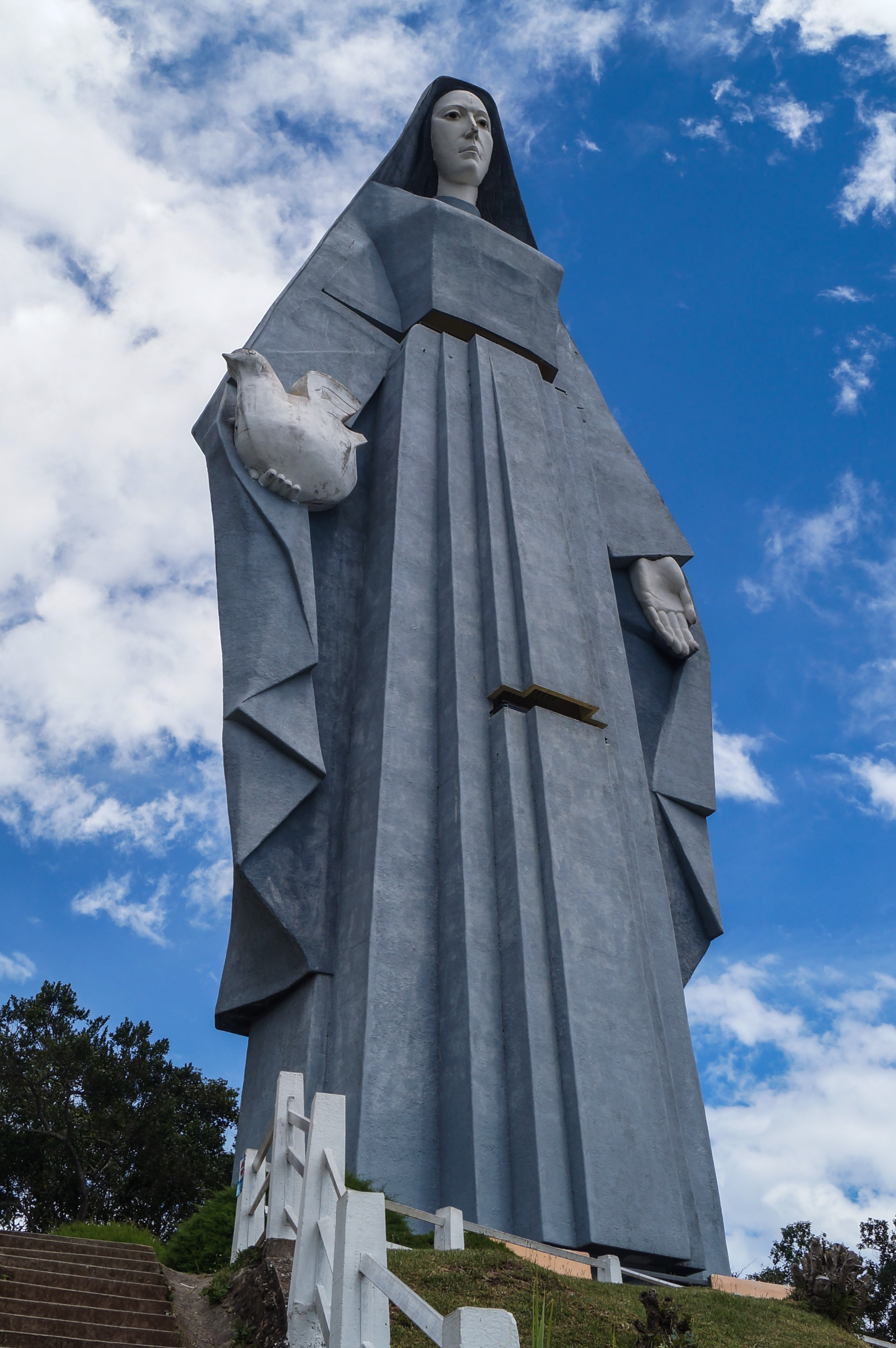
Monumento a la Virgen de la Paz.

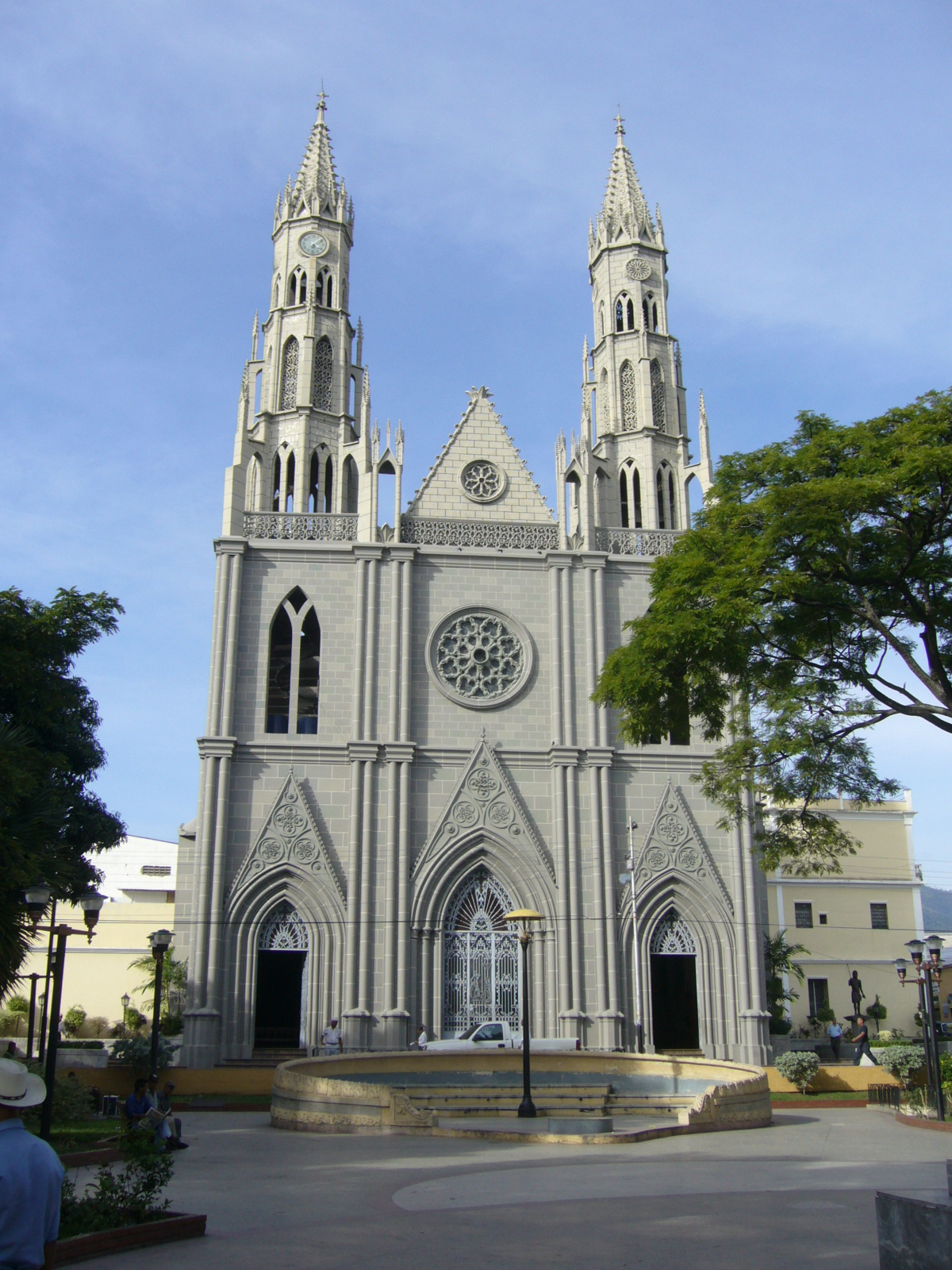
Iglesia de San Juan Bautista, Valera

- Santuario de San Alejo: es la Iglesia Matriz del municipio Boconó, Está situada en todo el centro de La ciudad en la plaza Bolívar.

Este templo fue construido en el mismo lugar donde se encontraba la antigua iglesia de Boconó que correspondía a la segunda mitad del siglo XVIII, las estructuras de la iglesia son modernas, también es de gran altura. En la torre principal se encuentra un reloj y un campanario. el Reloj de la torre de la Iglesia San Alejo fue donado por uno de los personajes más adinerados de la época Don Perpetuo Clavo quien la mando a traer de Suiza. Al igual que varias de las iglesias de los pueblos trujillanos, el reloj de la torre funciona perfectamente y las campanas anuncian el transcurrir del tiempo.
El 17 de julio de 2014, esta iglesia fue elevada a Santuario en un solemne acto religioso, que fue presidido por el obispo de la diócesis de Trujillo, monseñor Cástor Oswaldo Azuaje, fue declarado Santuario, luego de cumplir con los requisitos exigidos por la institución religiosa.
Esta iglesia es una de las más grandes y altas del estado Trujillo. Por su gran estructura y su historia esta iglesia es muy visitada por turistas y feligreses. Tanto la iglesia de San Alejo y la iglesia del Carmen, están dedicadas a los patronos de Boconó entre los cuales destaca el glorioso ideólogo Bernardo Aceituno. En la actualidad se está desarrollando una instalación de luces multicolor led en la fachada y torre del Santuario, y también el proyecto para la elevación a Basílica Menor
- Iglesia Dulce Nombre de Jesús de Escuque: Este es uno de los templos más hermosos de los Andes venezolanos, de estilo románico-neoclásico comenzado a construir en 1909 y culminado en 1922, dentro del templo se puede venerar la santa imagen del Dulce Nombre de Jesús de Escuque que es una imagen de talla española de pocos centímetros de alto y data del siglo XV o XVI esto lo hace una de las imágenes más antiguas existentes sobre América, la imagen llegó a Venezuela en 1610, también de puede admirar la pila bautismal donde fue bautizado el Beato José Gregorio Hernández, de igual forma se puede observar la totalidad del templo como la capilla del Santísimo Sacramento tallada en mármol y traída de Italia a fines de los años 50. Dicha Iglesia fue elevada a Santuario el día 30 de enero de 2015.
- Iglesia San Juan Bautista: Es un templo de estilo gótico icono de la ciudad de Valera, caracterizado por dos torres gemelas smilares a la catedral de Colonia que se elevan a 47 metros de altura, convirtiéndolo en la iglesia más alta de todos los Andes venezolanos. Su construcción se inició en el año 1927 y culminó 26 años más tarde en 1953. En sus naves laterales y en el ábside se pueden admirar 62 vitrales hechos en Múnich, Alemania, traídos después de la II Guerra Mundial. Constituye un atractivo turístico de la ciudad al frente de la emblemática Plaza Bolívar de Valera.

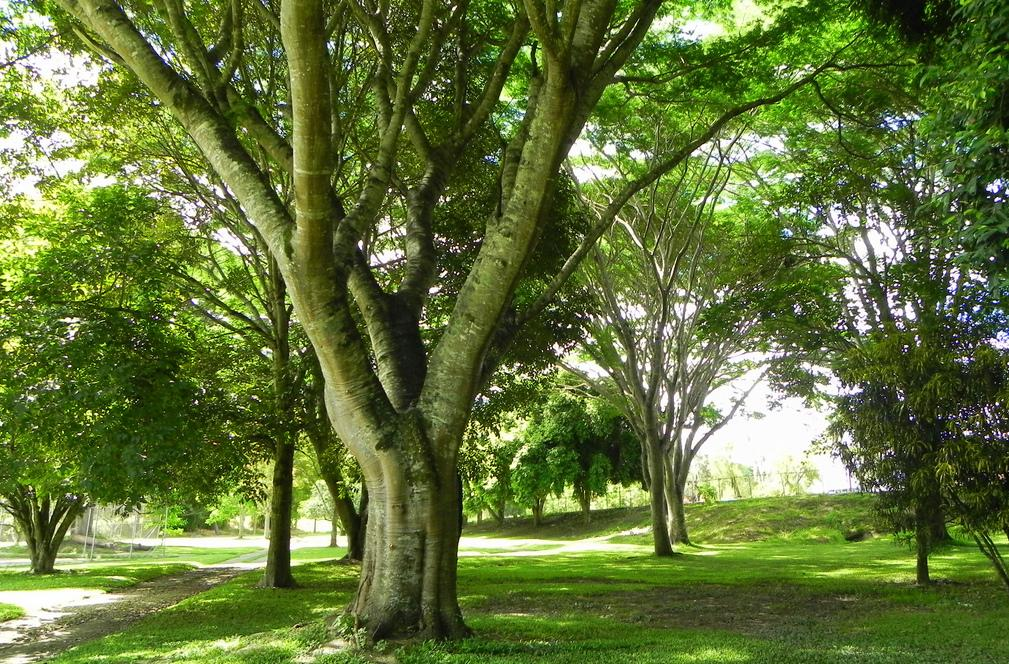
Parque Dr. Eusebio Baptista, Boconó, Trujillo

- Catedral del “Señor Santiago de Nuestra Señora de La Paz”: iglesia matriz concluida en 1.662 donde se venera la preciosa imagen de Nuestra Señora de La Paz del siglo XVII blasón de la ciudad de Trujillo y del estado. El 1.º de marzo de 1821 el obispo Lasso de La Vega acogió al Libertador como Gobernante y lo confió a la divina providencia.
- Iglesia San Miguel de Boconó: fue construida por la orden Franciscana en 1660, siguiendo el modelo en forma de cruz latina de los templos de ese entonces. En su interior tiene una pila bautismal que data de 1617, el altar es de 1660 y las campanas fueron realizadas en 1770. Sus laterales están adornados con dos tallados de piedras de formas antropomórficas, que corresponden a la era precolombina. Fue declarada Monumento Histórico Nacional en 1960.
- Iglesia San Juan Buatista de Carache: Anteriormente existía la Iglesia antigua la cual era un hermoso templo, cuya construcción data del año 1554, fue destruido parcialmente por el terremoto de 1854, en la época colonial se destaca por su sencilla fachada, con techo de tejas y decoraciones en mampostería, en donde resaltaba por su altura la inmensa puerta ovalada. En su interior se observan los espacios conformando 03 naves, con pisos de ladrillos que luego fueron estos sustitutos por mosaicos de colores, adornaban los altos pilares con bases de piedras, al final se encontraban las capillas que adornaban la iglesia, una central y varias hacia los lados muy apreciadas a la catedral de Trujillo, en donde permanecían algunas imágenes.

A la entrada de la iglesia hacia los dos extremos existían dos pilares de agua bendita, una hacia cada lado donde los feligreses se santiguaban con mucha fe. El altar mayor de estilo barroco colonial con cuatro columnas talladas en madera en ellas destacaban motivos vegetales uvas y espigas doradas al fuego. Posteriormente los deterioros de esta antigua iglesia, llevan a cabo esta obra la cual fue elaborada por algunos de los habitantes de Carache, guiados por el presbítero Juan de Dios Andrade párroco de esta localidad en los años 1945 a 1953, conjuntamente con los maestros de obra Amado Quintero, Plinio Paolini, siendo la decoración y creatividad del artista Ramón Ponce Briceño, nativo de Miquia, fue financiado por las cofradías, Caracheros y Campesinos que donaban frutos, madera, animales y dinero para recabar fondos con este fin, además cuentas con dos torres impresionante la más alta donde está el reloj traído de Suiza, la otra torre donde se encuentran las campanas hechas de oro, plata y cobre propiamente hay que mencionar que se encuentran unas de las campanas que sobrevivió al terremoto para esa época, detrás del altar se encuentran los magníficos vitrales de traídas de Austria donde están plasmado los acontecimientos del imponente precursor del Señor.
Actualmente la Iglesia cuenta con dos imponentes retablos procedentes de Mérida. En este reposa el principal Patrono San Juan Bautista, pieza traída de España y es a Hernando Terán, encomendero de Miquias y fundador de Hato viejo, se debe la rica talla del Santo que trajo en 1653 de los reinos de España a un costo de 110 pesos de plata. Pagado el costo de la misma pasa al patrimonio local como símbolo de inagotable gracias, con el apodo de canilla lisa. La obra en madera, de unos 80 centímetros, está policromada y sus vestiduras, hoy cubiertas por sucesivos retoques, son doradas al fuego. La bandera en forma de pendón y la aureola fueron realizadas por un orfebre nuestro de nombre Juan Montaña con los milagros anteriores al año 1924. La talla del Santo es obra realizada por un buen imaginero. Según el estudio realizado por Rodolfo Minumboc en Sevilla, corresponde al estilo barroco andaluz predominante en aquel entonces. El otro retablo está dedicado a la Copa-trona la Asunción de Maria al cielo.
- Iglesia de San Rafael Arcángel: construida en 1963 es una estructura impresionantemente alta y constituye el emblema del pueblo de Cuicas. Al entrar el visitante queda deslumbrado por unos magníficos vitrales representativos de pasajes del Evangelio.
- Castillo San Isidro: Ubicado en La Puerta, a 20 minutos de Valera (municipio homónimo) se encuentra un castillo cuya estructura representa una de las edificaciones más impresionantes del país. Con muros de piedra de hasta un metro y medio de espesor, puertas de 3 metros de altura y 4 pisos de sólida estructura de piedra y madera, representa un hito arquitectónico del Estado Trujillo así como un referente del estado. Su construcción se inició en 1993 y finalizó en el 2002.
- La Casa de los Tratados: museo histórico militar localizado en Trujillo, que sirvió de escenario de acontecimientos que tuvieron un fuerte significado durante la época de la lucha independentista, como fueron la firma del Decreto de Guerra a Muerte en 1813 y del Tratado de Armisticio y Regularización de la Guerra en 1820. En la colección pictórica destacan las obras del pintor ucraniano Ivan Belsky. El museo fue declarado monumento nacional en 1963.
- Parque la Piedra del Zamuro: Al Oeste de Betijoque con dos hectáreas de extensión y una excelente vista panorámica de los llanos del Cenizo. Su nombre se debe a las grandes piedras de río de color grisáceo que se hallan esparcidas por todo el parque. Está atravesado por la quebrada La Viejita, de bajo caudal.
- Parque Diego García de Paredes: A la entrada de Escuque. Es un viejo camino de piedras de la época colonial.
- Parque Esteban Valera: En Isnotú, con pequeñas áreas verdes y demás espacios recreativos.
- Parque Francisco José Matheus: En La Quebrada, capital del municipio Urdaneta.
- Parque Dr. Eusebio Baptista: En Boconó, capital del municipio Boconó.
- Mariposario Campo Elías : en Campo Elías , colección con más de 60 000 ejemplares de lepidópteros, arácnidos, artrópodos e insectos.
- Monumento o capilla del Dr. José Gregorio Hernández: dedicada al Beato José Gregorio Hernández, personaje nativo del estado, a quien el pueblo venezolano le estima y venera por su abnegada caridad y don de servicio con sus pacientes. Esta capilla se encuentra en la población de Isnotú, la cual es visitada durante cualquier época del año por miles de feligreses, que se han visto favorecidos por sus gracias.

## Deporte

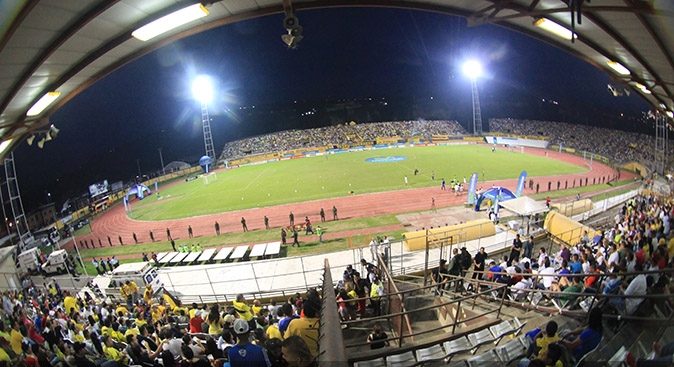
Estadio José Alberto Pérez de Valera

El deporte más popular de la región es el fútbol, algo similar a lo que sucede en otros estados andinos de Venezuela como Táchira o Mérida, siendo el equipo más destacado el Trujillanos Fútbol Club que juega en la primera división de Venezuela y tiene sede en el estadio Olímpico José Alberto Pérez de Valera, donde también disputa sus partidos el mucho más pequeño Somos Escuque Fútbol Club, equipo de la tercera división.
El organismo encargado de promover el deporte en el estado, es el instituto de Deportes del Estado Trujillo llamado Indet, que maneja otras instalaciones como el gimnasio Ricardo Salas de San Luis (Gimnasio Cubierto "Ricardo Salas") en el Municipio Valera, que es un pabellón deportivo apto para deportes como baloncesto, voleibol o fútbol sala. Otras instalaciones incluyen el Estadio de Béisbol de San Luis, el Polideportivo Luis Loreto Lira, el  Complejo Cultural de “Carmania”, el Velódromo Vicente Laguna de Mendoza Fría, el Gimnasio de Lucha "Regulo Jiménez", el Gimnasio de Gimnasia "Ana De Marchandi", el Gimnasio de Tae Kwon Do "Nestor Rosales", el Gimnasio de Fútbol sala "Romulo Ramírez",   y la Piscina Olímpica "Alicia Nava.

## Política y gobierno
Es un estado autónomo e igual en lo político a los del resto de la federación, organiza su administración y sus poderes públicos por medio de la Constitución del Estado Trujillo, dictada por el Consejo Legislativo.

### Poder ejecutivo
Está compuesto por el gobernador del Estado Trujillo y un grupo Secretarios Estadales. El Gobernador es elegido por el pueblo mediante voto directo y secreto para un periodo de cuatro años y con posibilidad a una o más reelecciones a partir de 2009 para un periodo igual, siendo el encargado de la administración estatal.
Desde 1989 los Gobernadores se escogen en elecciones directas por la población, el actual Gobierno de Trujillo está dirigido por Gerardo Marquéz, electo para el periodo 2021-2025.

### Poder legislativo
La legislatura del estado recae sobre el Consejo Legislativo del Estado Trujillo unicameral, elegidos por el pueblo mediante el voto universal, directo y secreto cada cuatro años pudiendo ser reelegidos por dos períodos consecutivos, bajo un sistema de representación proporcional de la población del estado y sus municipios, el Estado cuenta 9 legisladores, de los cuales 1 pertenecen a la oposición (UNT) y 8 al oficialismo.(PSUV y UVE)